# Burosse-Mendousse
Burosse-Mendousse é uma comuna francesa na região administrativa da Nova Aquitânia, no departamento dos Pirenéus Atlânticos. Estende-se por uma área de 5,64 km². Em 2010 a comuna tinha 68 habitantes (densidade: 12,1 hab./km²).